# Tryad
Tryad (z. T. auch t r y ^ d oder t r y Δ d geschrieben) ist ein Pop-Musikprojekt, das im Jahr 2005 gegründet wurde und seine Musik kollaborativ im Internet entwickelt. Ursprünglich ein Trio (daher der Name), besteht es heute aus zahlreichen, wechselnden Mitgliedern, die auf die ganze Erde verteilt sind, meist nur als Pseudonyme auftreten und verschiedene Elemente zu den Songs beitragen.
Das Projekt veröffentlicht seine Musik unter Creative-Commons-Lizenzen und ermutigt andere Musiker ausdrücklich zur Teilnahme durch Remixe. Es erlaubt auch die kommerzielle Weiterverbreitung der Songs. Seine Alben, die sowohl kostenlos im Internet als auch kostenpflichtig im Handel erhältlich sind, gehörten Anfang 2008 zu den populärsten auf der Musikplattform Jamendo. Auch in den weiteren Jahren erwarben die „Vorreiter der weltweiten Creative-Commons-Bewegung“ „Kultstatus“.

## Geschichte
Ausgangspunkt für die Gründung war ein Track, der vom britischen Trip-Hop-Musiker rjmarshall, einem der späteren Mitglieder im Internet unter eine freie Creative-Commons-Lizenz gestellt worden war. Der US-Amerikaner John Holowach erstellte einen Remix von diesem Titel, der wiederum von dem Sänger Vavrek entdeckt wurde, der ihn um seinen Gesang erweiterte. Die Musiker nahmen Kontakt zueinander auf und beschlossen, ein gemeinsames Projekt mit dem Namen Tryad aufzubauen.
Nach und nach stießen weitere Musiker dazu, die Beiträge zu den Songs ablieferten. Mittlerweile hat die Band zwei Alben produziert, ein drittes, das unter dem Titel The Tree veröffentlicht werden soll, ist in Arbeit. Im Februar 2016 erfolgte ein Single-Release unter dem Titel celebrity auf Bandcamp, wo das Projekt nunmehr ebenfalls vertreten ist. Außerdem sind die Alben weiterhin im Internet Archive zu finden.

## Stil
Tryads Musik wird als Mischung aus Pop, klassischer Musik und Ambient beschrieben. Ebenfalls finden sich Elemente aus der elektronischen Musik der 80er Jahre, Trip-Hop, Techno und House.

## Diskografie (Alben)
- Public Domain, 2005
- Listen, 2006
- Instrumentals, 2011
- The Tree, 2021